# Lucien Michard
Lucien Henri Michard (Épinay-sur-Seine, 17 de noviembre de 1903-Aiguillon, 1 de noviembre de 1985) fue un deportista francés que compitió en ciclismo en la modalidad de pista. Fue profesional entre 1925 y 1938.
Participó en los Juegos Olímpicos de París 1924, obteniendo una medalla de oro en la prueba de velocidad individual. Ganó once medallas en el Campeonato Mundial de Ciclismo en Pista entre los años 1923 y 1933.

## Medallero internacional
| Juegos Olímpicos   | Juegos Olímpicos         | Juegos Olímpicos  | Juegos Olímpicos         |
| Año                | Lugar                    | Medalla           | Competición              |
| ------------------ | ------------------------ | ----------------- | ------------------------ |
| 1924               | París (Francia)          | Medalla de oro    | Velocidad individual     |
| Campeonato Mundial |                          |                   |                          |
| Año                | Lugar                    | Medalla           | Competición              |
| 1923               | Zúrich (Suiza)           | Medalla de oro    | Velocidad individual (A) |
| 1924               | París (Francia)          | Medalla de oro    | Velocidad individual (A) |
| 1925               | Ámsterdam (Países Bajos) | Medalla de bronce | Velocidad individual (P) |
| 1926               | Milán (Italia)           | Medalla de bronce | Velocidad individual (P) |
| 1927               | Colonia (Alemania)       | Medalla de oro    | Velocidad individual (P) |
| 1928               | Budapest (Hungría)       | Medalla de oro    | Velocidad individual (P) |
| 1929               | Zúrich (Suiza)           | Medalla de oro    | Velocidad individual (P) |
| 1930               | Bruselas (Bélgica)       | Medalla de oro    | Velocidad individual (P) |
| 1931               | Copenhague (Dinamarca)   | Medalla de plata  | Velocidad individual (P) |
| 1932               | Roma (Italia)            | Medalla de plata  | Velocidad individual (P) |
| 1933               | París (Francia)          | Medalla de plata  | Velocidad individual (P) |

## Palmarés
- 1922
  - Campeón de Francia de velocidad amateur 
  - 1.º en el Gran Premio de París de velocidad amateur
- 1923
  - Campeón del mundo de velocidad amateur
  - Campeón de Francia de velocidad amateur
- 1924
  - Medalla de oro a los Juegos Olímpicos de París de velocidad 
  - Campeón del mundo de velocidad amateur
  - Campeón de Francia de velocidad amateur 
  - 1.º en el Gran Premio del UVF
  - 1.º en el Gran Premio de París de velocidad amateur
- 1925 
  - Campeón de Francia de velocidad
  - 1.º en el Gran Premio del UVF
  - 1.º en el Gran Premio de Angers
- 1926
  - 1.º en el Gran Premio del UVF
- 1927
  - Campeón del mundo de velocidad
  - Campeón de Francia de velocidad
  - 1.º en el Gran Premio de Copenhague
- 1928
  - Campeón del mundo de velocidad 
  - Campeón de Francia de velocidad
  - 1.º en el Gran Premio del UVF
- 1929
  - Campeón del mundo de velocidad 
  - Campeón de Francia de velocidad
  - 1.º en el Gran Premio de la UCI
  - 1.º en el Gran Premio de Copenhague
  - 1.º en el Gran Premio de Angers
- 1930
  - Campeón del mundo de velocidad 
  - Campeón de Francia de velocidad 
  - 1.º en el Gran Premio de la UCI
  - 1.º en el Gran Premio de Copenhague
  - 1.º en el Gran Premio de París de velocidad
- 1931
  - 1.º en el Gran Premio del UVF
  - 1.º en el Gran Premio de París de velocidad
- 1932
  - 1.º en el Gran Premio del UVF
  - 1.º en el Gran Premio de Angers
- 1933
  - Campeón de Francia de velocidad 
  - 1.º en el Gran Premio de la UCI
- 1934
  - Campeón de Francia de velocidad 
  - 1.º en el Gran Premio de Reims
- 1935
  - Campeón de Francia de velocidad 
  - 1.º en el Gran Premio de París de velocidad
- 1936
  - 1.º en el Gran Premio de París de velocidad
  - 1.º en el Gran Premio de Reims
- 1937
  - 1.º en el Gran Premio de la UCI, velocidad